# Puig d'en Roure (Forallac)
El Puig d'en Roure és una muntanya de 68 metres que es troba al municipi de Forallac, a la comarca catalana del Baix Empordà.
S'hi troben les restes d'una cista.